# HMS C3
Pour les articles homonymes, voir C3.
Le HMS C3 est l’un des 38 sous-marins britanniques de classe C, construit pour la Royal Navy au cours de la première décennie du XXe siècle. Il a a été utilisé pour démolir un viaduc lors du Raid sur Zeebruges en 1918.

## Conception
La classe C ne se distinguait de la classe B que par un gain de performances en immersion. Le sous-marin avait une longueur de 43,4 m, un maître-bau de 4,1 m et un tirant d'eau moyen de 3,5 m. Leur déplacement était de 292 tonnes en surface et 321 tonnes en immersion. Les sous-marins de classe C avaient un équipage de deux officiers et quatorze matelots.
Pour la navigation en surface, ces navires étaient propulsés par un unique moteur à essence Vickers à 16 cylindres de 600 chevaux-vapeur (447 kW) qui entraînait un arbre d'hélice. En immersion, l’hélice était entraînée par un moteur électrique de 300 chevaux (224 kW). Ces navires pouvaient atteindre 12 nœuds (22 km/h) en surface et 7 nœuds (13 km/h) sous l’eau. En surface, la classe C avait un rayon d'action de 910 milles marins (1690 km) à 12 nœuds (22 km/h).
Les navires étaient armés de deux tubes lance-torpilles de 18 pouces (457 mm) à l’avant. Ils pouvaient transporter une paire de torpilles de rechargement, mais en général, ils ne le faisaient pas, car en compensation ils devaient abandonner un poids égal de carburant.

## Engagements
Le HMS C3 a été construit par Vickers à leur chantier naval de Barrow-in-Furness. Sa quille fut posée le 25 novembre 1905 et il fut mis en service le 23 février 1906. Considéré comme obsolète, le C3 fut rempli d’explosifs pour sa dernière mission, qui était de détruire un viaduc reliant le môle au rivage lors du Raid sur Zeebruges, le 23 avril 1918. Son commandant, Richard Douglas Sandford, a reçu la Croix de Victoria pour cette action couronnée de succès.